# (16999) Ajstewart
(16999) Ajstewart (1999 CE47) – planetoida z pasa głównego asteroid okrążająca Słońce w ciągu 3,77 lat w średniej odległości 2,42 j.a. Odkryta 10 lutego 1999 roku.